# 윤태일 (언론인)
윤태일(尹泰一)은 대한민국의 언론인이다.
YTN에서 기획조정실장을 지냈으며 내일신문의 사장을 맡기도 했다. 현재 미국 TV Korea 사장이다. 성균관대학교 정치외교학과를 졸업하고 서울대학교 행정대학원에서 국가정책과정을 공부했으며 미국 스탠퍼드(Stanford)대학교에서 초청연구원으로 일했다. 이 때 버락 오바마 미국 대통령의 전기(From Promise to Power,도서출판 한국과 미국)을 번역해서 한국에서 출판하였다.